# FANK1
FANK1 (англ. Fibronectin type III and ankyrin repeat domains 1) – білок, який кодується однойменним геном, розташованим у людей на 10-й хромосомі. Довжина поліпептидного ланцюга білка становить 345 амінокислот, а молекулярна маса — 38 341.
| 10         |  | 20         |  | 30         |  | 40         |  | 50         |
| ---------- |  | ---------- |  | ---------- |  | ---------- |  | ---------- |
| MEPQKIMPPS |  | KPHPPVVGKV |  | THHSIELYWD |  | LEKKAKRQGP |  | QEQWFRFSIE |
| EEDPKMHTYG |  | IIYTGYATKH |  | VVEGLEPRTL |  | YRFRLKVTSP |  | SGECEYSPLV |
| SVSTTREPIS |  | SEHLHRAVSV |  | NDEDLLVRIL |  | QGGRVKVDVP |  | NKFGFTALMV |
| AAQKGYTRLV |  | KILVSNGTDV |  | NLKNGSGKDS |  | LMLACYAGHL |  | DVVKYLRRHG |
| ASWQARDLGG |  | CTALHWAADG |  | GHCSVIEWMI |  | KDGCEVDVVD |  | TGSGWTPLMR |
| VSAVSGNQRV |  | ASLLIDAGAN |  | VNVKDRNGKT |  | PLMVAVLNNH |  | EELVQLLLDK |
| GADASVKNEF |  | GKGVLEMARV |  | FDRQSVVSLL |  | EERKKKQRPK |  | KSCVC      |

A: Аланін

C: Цистеїн

D: Аспарагінова кислота

E: Глутамінова кислота

F: Фенілаланін

G: Гліцин

H: Гістидин

I: Ізолейцин

K: Лізин

L: Лейцин

M: Метіонін

N: Аспарагін

P: Пролін

Q: Глутамін

R: Аргінін

S: Серин

T: Треонін

V: Валін

W: Триптофан

Задіяний у такому біологічному процесі, як альтернативний сплайсинг. 
Локалізований у цитоплазмі, ядрі.